# Восемь смертельных пуль
«Восемь смертельных пуль» (фин. Kahdeksan surmanluotia) — четырёхсерийный телевизионный фильм, снятый Микко Нисканеном в 1972 году, главная кинокартина режиссёра. Кино основано на реальных событиях, произошедших в Пихтипудасе, в центральной Финляндии, 7 марта 1969 года. Разнорабочий и фермер 34 лет Тауно Пасанен, выпустив восемь пуль, убил четырёх вооружённых полицейских. Они пришли, чтобы успокоить разбушевавшегося фермера, который в пьяном состоянии угрожал оружием своим родственникам. «Восемь смертельных пуль» — один из самых важных финских фильмов. По результатам опроса кинокритиков 1992 года он был признан «лучшим финским фильмом». В 2012 году критики поместили его на пятое место. Аки Каурисмяки назвал длинную, «режиссёрскую», версию мини-сериала «одним из шедевров европейского кино».

## Создание фильма

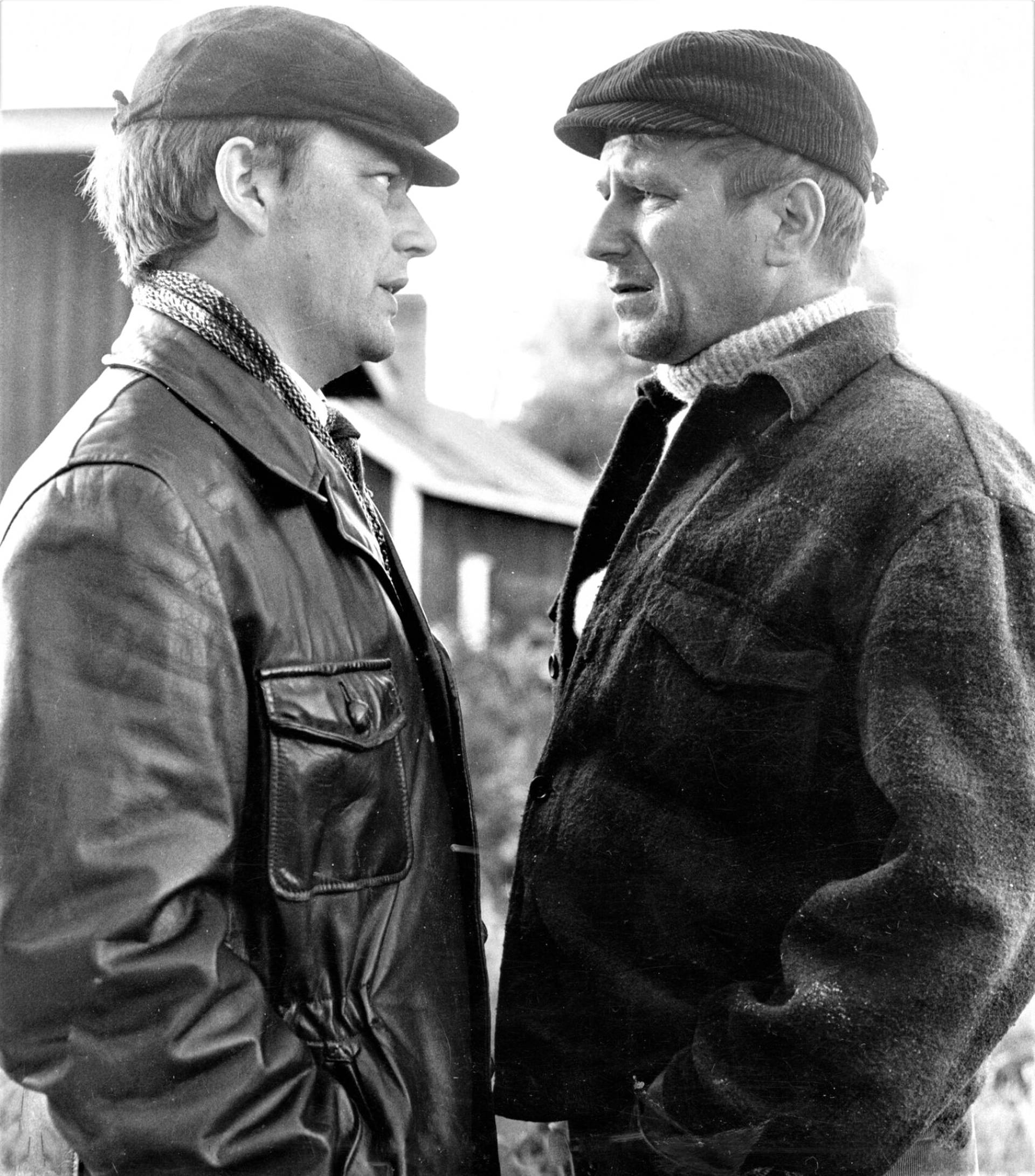
Пааво Пентикяйнен и Микко Нисканен во время съёмок фильма

В фокусе внимания режиссёра — причины, которые приводят к печальным событиям. Нисканен начал поиск ответа на вопрос, почему в благополучной Финляндии во времена президента Кекконена обыкновенный финский фермер убивает четырёх полицейских. Нисканен с помощью фильма даёт свою версию возможных причин произошедших событий.
Нисканен вместе со сценаристом Юхани Лиедеваара навещал убийцу в тюрьме и записал свои разговоры с ним. На основании этого Микко потом и начал писать сценарий к фильму. Имя главного героя в фильме было изменено. Помимо основного события, режиссёр хотел показать жизнь обычных людей в своём родном районе Конгинкангас.
В главной роли в фильме выступил сам Микко Нисканен, а в роли его жены — Тарья-Тууликки Тарсала. В роли соседа (Рейска) — Пааво Пентикяйнен. Также режиссёр пригласил непрофессиональных актёров. Во время съёмки кино были проблемы с графиком и бюджетом, поэтому в компании Yle, которая занималась продюсированием картины, всерьёз рассматривали заморозку этого проекта, чего, однако, не произошло. Первый раз все четыре серии фильма транслировались по телевидению весной 1972 года. В этом же году осенью в кинотеатрах прошла сокращенная 145-минутная версия, адаптированная Йорном Доннером.
«Восемь смертельных пуль» является художественным произведением: реальные события лежат в основе сюжета, но психологическая сторона происходящего на экране — результат творческой интерпретации и не претендует на документальную достоверность.

### Сюжет
Паси, фермер из небольшого хозяйства в Центральной Финляндии, пытается подрабатывать, чтобы вытащить свою семью из бедности, начинает гнать самогон со своим другом Рейской и постепенно спивается. Жена Паси вынуждена терпеть и опасается насилия со стороны пьяного мужа, которого зачастую приходится успокаивать полиции.
Жена Паси постоянно ссорится с ним из-за его пьянства. У него появляются боли и сильное похмелье, что сказывается на его характере и начинает пугать жену и детей. Его семья чувствует себя униженной, так как однажды он ввязывается в драку и пропускает проповедь, прервав её выстрелом из пистолета на улице. Паси сталкивается с полицией, и она начинает часто посещать его дом. Фильм заканчивается тем, что Паси отпугивает свою семью винтовкой. Когда прибывает полиция, Паси застреливает офицеров, а затем идёт к дому своих соседей и просит их позвонить начальнику полицейского участка. В итоге он приговорен к пожизненному заключению.

## Признание
Кинокритик Сакари Тойвиайнен похвалил обе версии ленты. «Восемь смертельных пуль» получили премии «Юсси» за лучшую режиссуру (Микко Нисканен) и за исполнение главной роли (Микко Нисканен). В том же 1972 году Микко Нисканену присудили государственную художественную кинопремию, которая составляла 5000 марок, что было крупной суммой для того времени. Тем не менее в обществе не состоялось большой дискуссии по проблемам, поставленным в этом фильме.
В 1992 году 60 финских кинокритиков в честь 75-летия независимости Финляндии провели голосование среди всех лучших финских картин. Их выбор пал на «Восемь смертельных пуль» и на картину Аки Каурисмяки «Девушка со спичечной фабрики». В опросе Yle 2012 года критики включили ленту Микко Нисканена в пятёрку лучших финских фильмов в истории. Полная версия фильма выходила на двух DVD-дисках. В 2018 году фильм был выбран в рамках проекта Мартина Скорсезе World Cinema Project с целью международного распространения в виде отреставрированной 35-миллиметровой экранной копии и цифровой копии 4K.

Действительно многие считают роль Паси в исполнении Нисканена во всех отношениях хорошей, трогательной и вызывающей симпатию, и поэтому ему нужно было бывать чаще перед камерой. Субъективно можно сказать, что тогда «Восемь смертельных пуль» стали прорывом в его актёрской карьере.

Признание к фильму пришло также со стороны наделённых властью, так президент Урхо Кекконен высоко оценил киноленту режиссёра Нисканена. Автор показывал ему фильм на Yleisradio. Кекконен посмотрел его за один раз, а сам просмотр длился более пяти часов.

## В ролях
| Актёр                  | Роль                                 |
| ---------------------- | ------------------------------------ |
| Микко Нисканен         | Паси, фермер                         |
| Тарья-Тууликки Тарсала | жена Паси                            |
| Тауно Паананен         | Тауно, «Тану»                        |
| Элина Лииматайнен      | Элина, «Эллу»                        |
| Ари Вайнионтаус        | Ари                                  |
| Мауно Аргилландер      | Ману                                 |
| Пааво Пентикяйнен      | Рейска                               |
| Илмари Пиилонен        | Егерь, «Карвамато»                   |
| Юрьё Лиехунен          | продавец                             |
| Каарло Вилска          | проповедник                          |
| Олави Тервахартиала    | Тайсто Кокки                         |
| Суло Хокканен          | Суло Кокки, «Сули»                   |
| Пертти Векстрём        | врач                                 |
| Калле Келлокангас      | Калле                                |
| Хелиня Теви            | сестра жены Паси                     |
| Рику Ринкама           | судья                                |
| Харри Вярелуото        | деревенский участковый               |
| Сакари Нисканен        | первый полицейский, судебный пристав |
| Суло Олкконен          | второй полицейский                   |
| Йорма Линдфорс         | третий полицейский, судебный пристав |
| Тойво Кяхкёнен         | четвёртый полицейский                |
| Матти Нурминен         | пятый полицейский                    |
| Эско Никкари           | шестой полицейский                   |

## Другое
Убийца Тауно Пасанен посмотрел фильм в сумасшедшем доме закрытого типа города Турку 14 апреля 1971 года. По словам Нисканена, посмотрев фильм, Пасанен произнёс следующую фразу: «Это всё взаправду, и это меня рассмешило и растрогало. Жизнь была именно такой. Моя судьба снята очень подробно, как будто её вынули из моей души».

## Книга
Подробнее о жизни актёра и его воспоминаниях можно прочитать в книге Ээро Марттинена «Полная жизнь Микко Нисканена» («фин. Täyttä elämää Mikko Niskanen Elokuvamies»), Gummerus, 1997 (ISBN 951-20-5027-7).